# Aeroporto di Copenaghen
L'aeroporto di Copenaghen, Kastrup (in danese Københavns Lufthavn, Kastrup, IATA: CPH, ICAO: EKCH), meglio noto semplicemente come aeroporto di Copenaghen, è il principale aeroporto danese e il 20º in Europa, è situato vicino alla città di Copenaghen e serve anche la città svedese di Malmö attraverso il Ponte di Øresund.
L'aeroporto è dotato di quattro terminal passeggeri, ed è l'hub della Scandinavian Airlines System e della Jet Time.

## Terminal

### Terminal 2
Viene utilizzato per i voli internazionali, sia Schengen sia non-Schengen.

### Terminal 3

Mappa dell'aeroporto di Copenaghen

Viene in gran parte utilizzato dalle compagnie facenti parte di Star Alliance.

### CPH Go
CPH Go è il terminal low-cost dell'aeroporto di Copenaghen, ed è stato inaugurato il 31 ottobre 2010.